# Storrodet storkenæb
Storrodet Storkenæb (Geranium macrorrhizum) er en flerårig, urteagtig plante med en kraftig rodstok og tæt løvdække. Blomsterne er lyserøde. Planten bruges ofte som havestaude på let skyggede steder.

## Kendetegn
Storrodet Storkenæb er en flerårig urteagtig plante med en løs, tueformet vækst. Stængler og bladstilke er tæt dækket af hår og kirtler. Bladene sidder grundstillet på lange stilke, mens de to blade umiddelbart under blomsterstanden sidder modsat. De er hånddelte med dybt indskårne afsnit. Hvert afsnit er delt i fem til syv grove lapper med groft takket rand. Oversiden er grågrøn, mens undersiden er noget lysere. Begge bladsider er dækket af kirtler og spredte hår. De ældste blade på planter i fuld sol får rødlige efterårsfarver. Blomstringen foregår i juni-august, hvor man finder blomsterne endestillet i små stande på lange stængler. De enkelte blomster er 5-tallige og regelmæssige med lyserøde til karminrøde kronblade og rødlige bægerblade. Frugterne er kapsler med mange frø.
Rodsystemet består af en meget kraftig og ofte forveddet rodstok med trævlede, grove rødder. Alle overjordiske dele af planten har en skarp duft fra de tætsiddende kirtler. Ved en analyse af bladene fandt man følgende antioxidante stoffer: gallussyre, ellaginsyre, kininsyre og flavonoidet quercetin med tre af dennes glykosider: quercetin-3-β-glukopyranosid, quercetin-3-β-galaktopyranosid og quercetin-4'-β-glukoparanosid.
Planten bliver ca. 20 cm høj og betydeligt bredere, da rodstokken efterhånden danner en lille tue af blade.

## Hjemsted
Storrodet Storkenæb har sit hjemsted i Appenninerne, de sydøstlige dele af Alperne og på Balkanhalvøen. Arten er knyttet til lysåbne voksesteder med veldrænet og kalkrig jord i højder mellem 200 og 1.700 m over havet.
I Rila Nationalpark, som ligger i Rilabjergene i det sydvestlige Bulgarien, finder man i 900-1.600 m højde løvskove, som er domineret af Bøg (Fagus sylvatica), men også med iblanding af Avnbøg (Carpinus betulus), Rød-Gran (Picea abies), Ædelgran (Abies alba) og Sort-Fyr (Pinus nigra). I disse skove findes arten sammen med bl.a. Firblad (Paris quadrifolia), Hassel (Corylus avellana), Ramsløg (Allium ursinum), Sanikel (Sanicula europaea), Skovmærke (Galium odoratum), Skovsyre (Oxalis acetosella), Tandrod (Dentaria bulbifera) og Vortet Benved (Euonymus verrucosus).

## Anvendelse
I haver og parker bliver planten (og sorter af den) brugt som prydplante i staudebede og som bunddække. I den folkelige medicin anses et udtræk med alkohol for at være styrkende og helbredende. På bulgarsk hedder Geranium 'zdravec', der også betyder ”sundhed”. Planten har i århundreder været meget brugt som folkelig lægeplante, og i Balkanlandene har den ry for at være et kraftigt virkende afrodisiakum. Et udtræk med alkohol giver en olie, som kaldes 'zdravec-olie'. Den bruges i parfumeindustrien som bærestof.

## Galleri
|  |  |  |  |

## Eksterne Links
- Tzonev Rossen, Marius Dimitrov, Milan Chytrý, Veska Roussakova, Dobromira Dimova, Chavdar Gussev, Dimitar Pavlov, Vladimir Vulchev, Antonina Vitkova, Georgi Gogoushev, Ivajlo Nikolov, Daniela Borisova og Anna Ganeva: Beech forest communities in Bulgaria i Phytocoenologia, 2006, 36, 2 side 247-279 (engelsk).